# 岩永裕貴
岩永 裕貴（いわなが ひろき、1973年〈昭和48年〉9月3日 - ）は、日本の政治家。滋賀県甲賀市長（3期）。元衆議院議員（1期）。
農林水産大臣を務めた元衆議院議員の岩永峯一は父。

## 来歴
滋賀県甲賀市信楽町多羅尾生まれ。信楽町立多羅尾小学校、信楽町立信楽中学校、比叡山高等学校卒業。高校卒業後、アメリカ合衆国カンザス州のウィチタ州立大学に留学し、国際政治学を専攻。1998年に大学を卒業し、帰国後は広告代理店に勤務。2003年10月から父・岩永峯一衆議院議員の秘書を務める。2005年、父・峯一の農林水産大臣就任に伴い、大臣秘書官に就任した。
2009年の第45回衆議院議員総選挙に際しては、引退する父の地盤を引き継ぎ、滋賀4区で自由民主党の公認を受け、出馬に向けた準備を整えていたが、同年2月13日、父・峯一が地元甲賀市に本拠地を置く宗教法人「神慈秀明会」から計6千万円の寄付を受けながら、政治資金収支報告書に記載していなかった問題が発覚。また、兄も神慈秀明会の財団職員として、毎月２０万から３０万円の給与を十数年間受け取っており、家族ぐるみでの癒着関係が認められた。これを受けて3月15日、立候補辞退を表明した。岩永に代わり、8月30日の衆院選には地域政党「対話でつなごう滋賀の会」の滋賀県議会会派の政策スタッフを務めていた武藤貴也が自民党から出馬したが、民主党元職の奥村展三に敗れ、落選した。
2012年、大阪維新の会が政治塾「維新政治塾」を設立。岩永は試験に合格し、同年6月に入塾。同年12月の第46回衆議院議員総選挙に日本維新の会公認で滋賀4区から出馬し、自民党公認の武藤貴也に敗れたが、重複立候補していた比例近畿ブロックで復活し、初当選した。2014年の日本維新の会分党に際しては、橋下徹大阪市長による新党結成を目指すグループに参加。分党後の日本維新の会を経て維新の党結党に参加した。
同年12月の第47回衆議院議員総選挙は維新の党公認で出馬。滋賀4区は岩永、自民党の武藤貴也、民主党の徳永久志、日本共産党の新人の4者の争いとなったが、得票数2番目で武藤に敗れ、比例復活もできず議席を失った。
2015年10月、野党共闘をめぐって維新の党が分裂。岩永も維新の党を離れ、2016年1月にはおおさか維新の会の支部にあたる滋賀維新の会を設立して代表に就任し、2月9日にはおおさか維新の会衆院滋賀4区支部長就任が発表された。同年5月、10月に実施予定の甲賀市長選挙への出馬が報じられ、5月26日、無所属で出馬する意向を表明した。10月16日投開票の甲賀市長選で、自民・公明両党の推薦を受け、4選を目指した現職の中嶋武嗣を1,698票の僅差で破り、当選した。10月31日、甲賀市役所に初登庁し、正式に甲賀市長に就任した。
2020年、無投票で再選。2024年、無投票で3選。

## 政策・主張
- 内閣総理大臣やその他の国務大臣の靖国神社への参拝は「問題ない」としている[18]。
- 村山談話、河野談話の見直しに賛成[18]。
- ヘイトスピーチの法律による規制に反対[18]。
- 選択的夫婦別姓制度の導入について、「どちらとも言えない」としている[19]。

## 市政

### 市の開票不正事件
2018年2月、甲賀市が前年の第48回衆議院議員総選挙の開票の際、未使用の白票を使って無効票を水増しした上、本来計上されるべき投票用紙を焼却処分していたことが市長への内部通報で判明。同市では開票後に開票数が投票者数より約400票少ないことが判明し、職員らが未開封の投票箱を捜したが見つからず、未使用の投票用紙を白票として加える「つじつま合わせ」を行っていた。さらに、投票日翌日の朝に未集計の約400票が入った投票箱が見つかったが、幹部らは未集計の投票用紙約400枚の処分を部下に命じ、有権者が投じた票は焼却された。2019年4月23日、市は不正処理に関わった当時の総務部長ら3人を懲戒免職に、総務部の2人を減給3ヶ月の懲戒処分とした。岩永は「責任の重さを痛感している。市民には改めて深くおわび申し上げ、全職員一丸となって信頼回復に努めていきたい」と謝罪した。

### 小中校への半旗掲揚要請
2022年7月12日に行われた安倍晋三元首相（銃撃事件で死去）の葬儀の前日、甲賀市の教育委員会が市立の全27小中学校に弔意を表す半旗掲揚に協力を求める文書を送っており、当日は小学校6校が半旗掲揚を行った。このことについて学校の「特定政党支持や政治的活動」を禁じる教育基本法に抵触する可能性が指摘され、岩永は9月1日の会見で「庁舎のみの半旗掲揚を指示したが、事務方の連絡ミスで教育現場にまで通知がいってしまった。ガバナンス（組織統治）の不足で混乱を招き、申し訳ない」と謝罪。「確認ミスが重なり、最終的に政治的中立性が求められる教育現場に指示が伝わってしまったのは問題。二度とないように徹底したい」と述べた。なお、同年9月27日の故安倍晋三国葬儀には岩永は私費で出席した。元衆院議員であることから案内状が届いたという。

### その他
- 2020年5月19日、新型コロナウイルス対策の財源に充てるため、自身と副市長、教育長の6月期末手当を全額カットすると発表した[26]。

## 政治資金
岩永が代表を務める政治団体「岩永ひろき後援会」が、政治資金規正法で毎年の提出が義務付けられている政治資金収支報告書を、2016年から5年間にわたり提出していなかった。また、2年連続で未提出の団体は解散したとみなされ、寄付の受け取りや支出が禁止されるが、同団体は2018年のみなし解散後も岩永の資金管理団体から約50万円の寄付を受けるなどしていた。同団体は岩永の事務所のスタッフが民間企業に勤める傍ら会計責任者を務めており、多忙で提出を怠ったと説明。2021年に未提出分を一括報告しており、岩永は「何かを隠そうとした行為ではなく、事務の体制がずさんになってしまっていた。深くお詫び申し上げる」と謝罪した。